# بريان وودز
بريان وودز (بالإنجليزية: Bryan Woods)‏ هو كاتب سيناريو ومنتج أفلام ومخرج أمريكي، ولد في 14 سبتمبر 1984 في دافنبورت في الولايات المتحدة.

## وصلات خارجية
- بريان وودز على موقع IMDb (الإنجليزية)
- بريان وودز على موقع ألو سيني (الفرنسية)
- بريان وودز على موقع أول موفي (الإنجليزية)
- بريان وودز على موقع قاعدة بيانات الفيلم (الإنجليزية)
- بريان وودز على موقع كينوبويسك (الروسية)